# Paleomastozoologia
A paleomastozoologia é a divisão da paleontologia dedicada ao estudo dos mamíferos. 
Eles apareceram pela primeira vez no registro fóssil no Triássico, mas são o produto de uma linhagem evolutiva que se estende para o passado até a divisão entre os répteis Sauropsida e os Synapsida, no Carbonífero. 
As estruturas anatômicas que caracterizam os mamíferos evoluíram num padrão em mosaico ao longo do Permiano e Triássico. Já durante o período Triássico, os Cynodontia avançados (répteis Synapsida-Therapsida) apresentavam um mosaico de características reptilianas e mamaliformes. No Cenozoico, também conhecido como a idade dos mamíferos, ocorre uma notável irradiação com a ocupação dos nichos deixados disponíveis pelos répteis. 
Os mamíferos são definidos, entre outras características, pela presença de:
- Articulação craniomandibular formada pelos ossos dentários e esquamosal;
- Glândulas mamárias, sebáceas e sudoríparas;
- Pelos em alguma fase da vida.

Os mamíferos são endotérmicos, capazes de regular a temperatura corporal através do metabolismo, o que os torna independentes da temperatura ambiental. Isso explica em parte o sucesso adaptativo do grupo.
A maioria dos mamíferos atuais (Eutheria-Placentaria) apresenta condição vivípara, ou seja, o desenvolvimento do embrião se dá no interior do útero materno, sendo o intercâmbio entre a mãe e o feto realizado através da placenta. 
Nos Metatheria (marsupiais) o desenvolvimento se completa numa bolsa externa formada por uma dobra de pele chamada marsúpio ou bolsa marsupial. Correspondendo a um estágio mais primitivo estão os Prototheria (monotremados - ornitorrincos e equidnas), que são ovíparos, isto é, botam ovos.